# Садхака
Садха́ка — той, хто слідує садхані, способу життя, що веде до здійснення певної мети, досягнення найвищого ідеалу. Слово пов'язане із санскритським терміном садху, що у свою чергу є похідним від слова садх — здійснити. Доки мета не досягнута, людина залишається садхакою, а, досягнувши мети, вона стає сіддхою.
У сучасну епоху термін садхака вживається щодо будь-якого віруючого, однак у древності для того, щоб стати садхакою, потрібно було пройти через процедуру ініціації.